# Elezioni presidenziali greche del 1926
Tra il 4 e l'11 aprile 1926 si tennero in Grecia le elezioni presidenziali. A quel tempo il paese era una dittatura sotto Theodoros Pangalos, che era uno dei due candidati. L'altro, Konstantinos Demertzis, si ritirò dalla competizione presidenziale prima del giorno delle elezioni, ma rimase sulla scheda elettorale. Pangalos ricevette il 93,3% dei voti. Tuttavia, venne rimosso dall'incarico il 22 agosto a seguito di un controgolpe e fu sostituito da Pavlos Kountouriotis. L'elezione rimane l'unica volta in cui il presidente della Grecia è stato eletto dal popolo.

## Risultati
| Candidato              | Voti    | %    |
| ---------------------- | ------- | ---- |
| Teodoro Pangalos       | 782 589 | 93,3 |
| Konstantinos Demertzis | 56 126  | 6,7  |
| Voti non validi/vuoti  |         | –    |
| Totale                 | 838 715 | 100  |
| Fonte: Nohlen & Stöver |         |      |